# Tour Bell Média

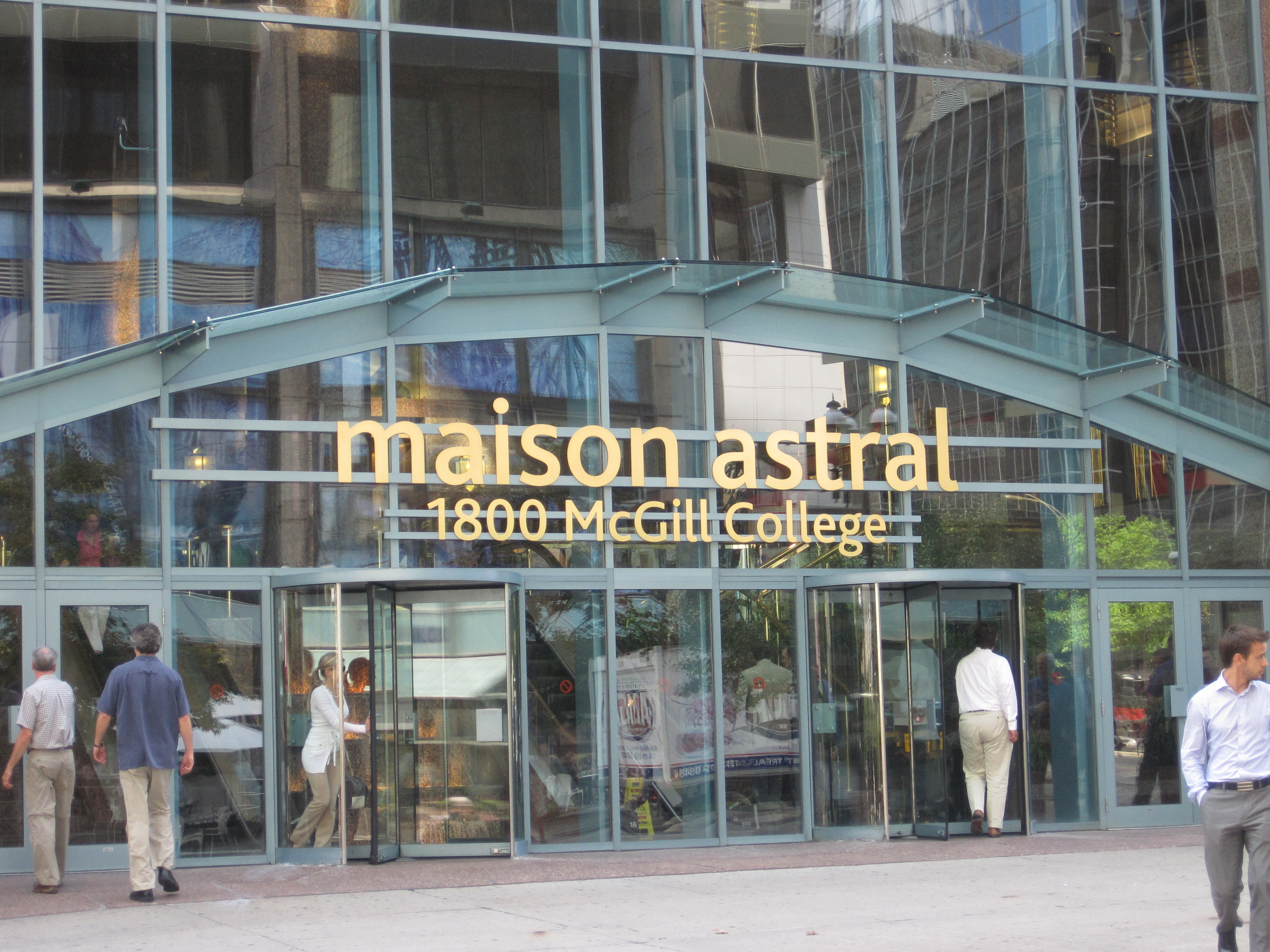
Entrée principale (août 2010)

La Tour Bell Média est le douzième plus haut gratte-ciel de Montréal. Il a été conçu par l'agence Zeidler Partnership fondée par l'architecte Eberhard Zeidler et a ouvert ses portes en 1988. Jusqu'en juin 2010, cet édifice se nommait le Place Montréal Trust. Le changement de nom est intervenu à la fin juin 2010 pour faire suite au déménagement du siège social d'Astral Media du 2100  rue Sainte-Catherine ouest au 1800 avenue McGill College. En 2013, Bell a acquis Astral Media. La tour a donc été renommée Tour Bell Média.

## Accès et transports
La Tour Bell Média est connecté au Montréal souterrain et au centre commercial Place Montréal Trust. Aussi, il est possible d'aller directement au Centre Eaton qui est situé à côté de ce centre d'achat.
La station de métro la plus près est McGill.

## Voir aussi

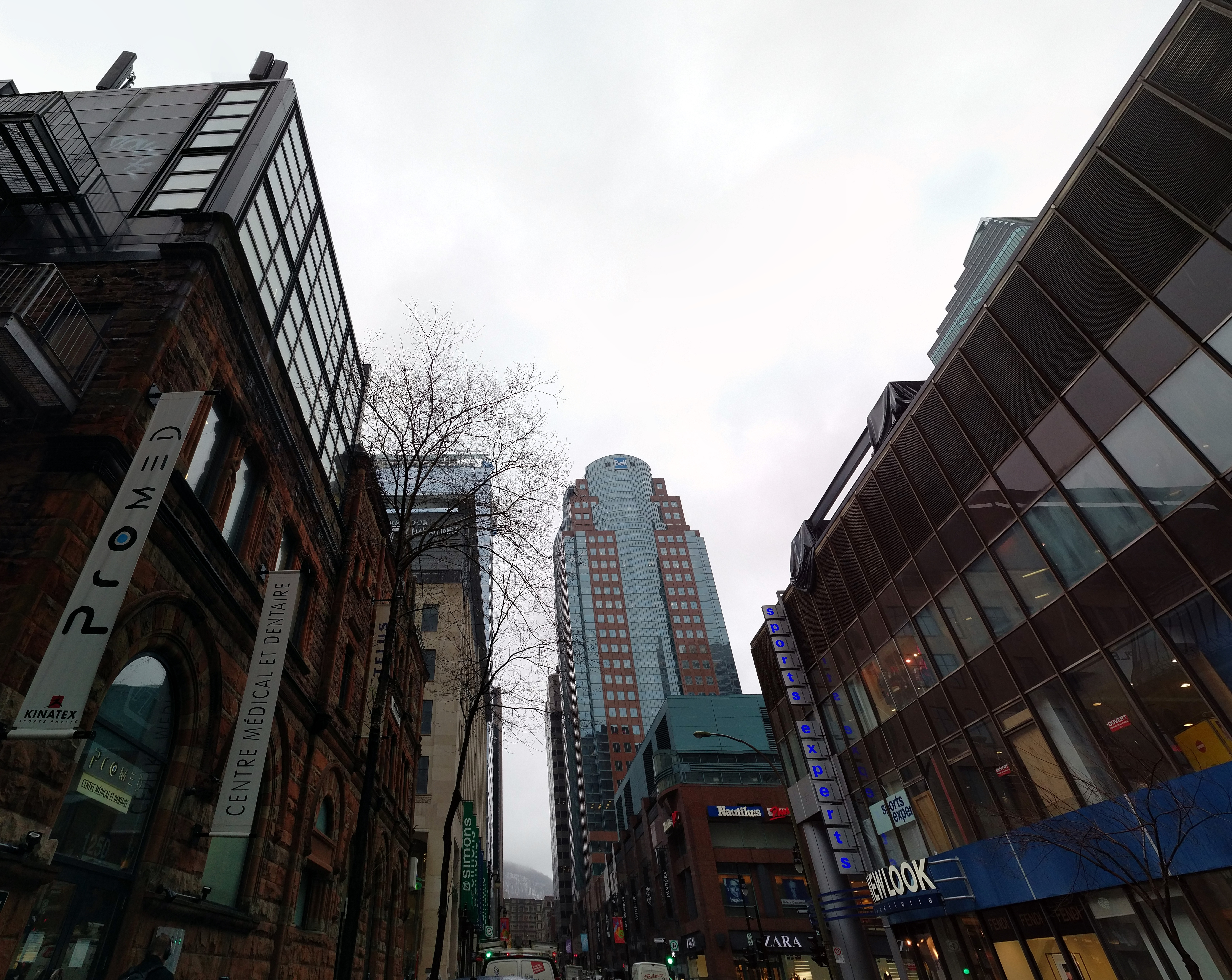
Tour Bell Media de la rue Mansfield, Montréal.